# Imma mesosphena
Imma mesosphena är en fjärilsart som beskrevs av Edward Meyrick 1936. Imma mesosphena ingår i släktet Imma och familjen Immidae. Inga underarter finns listade i Catalogue of Life.